# Aram Chaos
Aram Chaos ist ein etwa 280 Kilometer großer Einschlagkrater und zugleich chaotisches Terrain auf dem Planeten Mars.

## Areographie

### Lage
Das Zentrum des Kraters befindet sich bei 2,52° Nord und 22,39° West und knapp nördlich des Marsäquators in der Region Margaritifer Terra im Oxia Palus Gradfeld. Der Krater liegt am Ostende des großen Grabenbruchsystems Valles Marineris und im Osten von Aram Chaos hat Ares Vallis seinen Anfang, der dann nach Nordwesten verläuft und in dem 1997 die Raumsonde Mars Pathfinder gelandet ist. Ein Stück nordwestlich von Aram Chaos liegt der Krater Galilaei.

### Oberflächenstruktur
Infolge einer starken Erosion und anderer Einflüsse ist der Krater heute nur noch eine flache Vertiefung und kaum noch als Krater zu erkennen. Wie der Name vermuten lässt, ist der ursprüngliche Kraterboden von einem chaotischen Durcheinander an Tafelbergen und abgerundeten Hügeln bedeckt, die durch breite Täler getrennt sind. Diese Formationen sind nicht durch vorbeiströmende Fluten entstanden, sondern durch interne Prozesse. Der Kraterboden ist eingebrochen, vermutlich, nachdem Eis oder Wasser unter der Oberfläche dort abgeströmt waren. Forscher vermuten, dass dieses Wasser oder Eis zunächst über viele Millionen Jahre zusammen mit vom Wind abgeladenen Staubschichten im Inneren des Kraters angesammelt wurde. Als sich das Marsklima dann veränderte, wurde daraus eine Permafrostschicht, die durch eine schnelle Erwärmung aufgeschmolzen wurde, so dass das Wasser wieder an die Oberfläche gelangen konnte, während das Deckgestein einbrach. Möglicherweise floss das Wasser durch den im Osten angrenzenden Aram Vallis ab. Teilweise werden die Tafelberge im Krater von komplexen Dünenfeldern umrundet. Spektroskopische Beobachtungen aus dem Orbit weisen auf das Vorhandensein des Minerals Hämatit hin, wahrscheinlich eine Signatur einer einst wässrigen Umgebung.

## Namensherkunft
Aram Chaos hat seinen Namen von Aram, einem der klassischen Albedo-Merkmale, die Giovanni Schiaparelli beobachtet hat, der es nach dem biblischen Land Aram benannte.

## Bilder

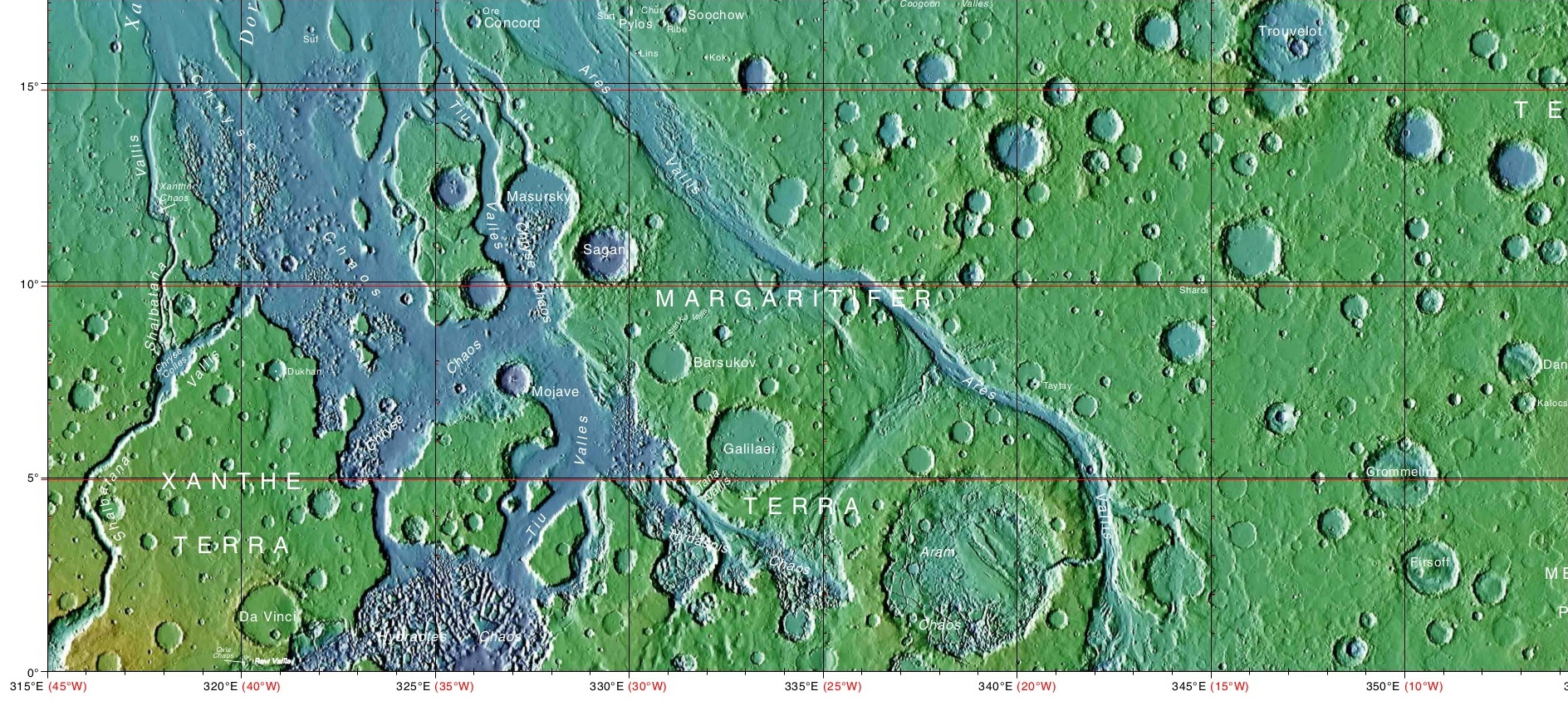
Topografische Karte von Oxia Palus, die unter anderem Aram Chaos zeigt.
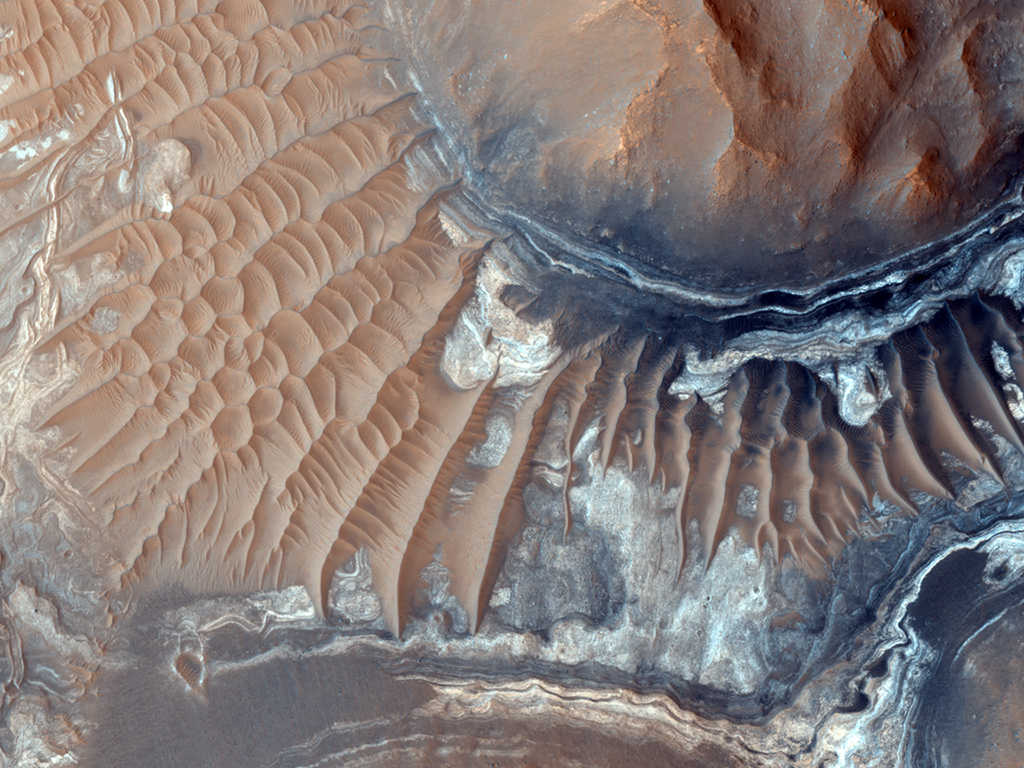
Östlicher Bereich von Aram Chaos mit den Dünen.
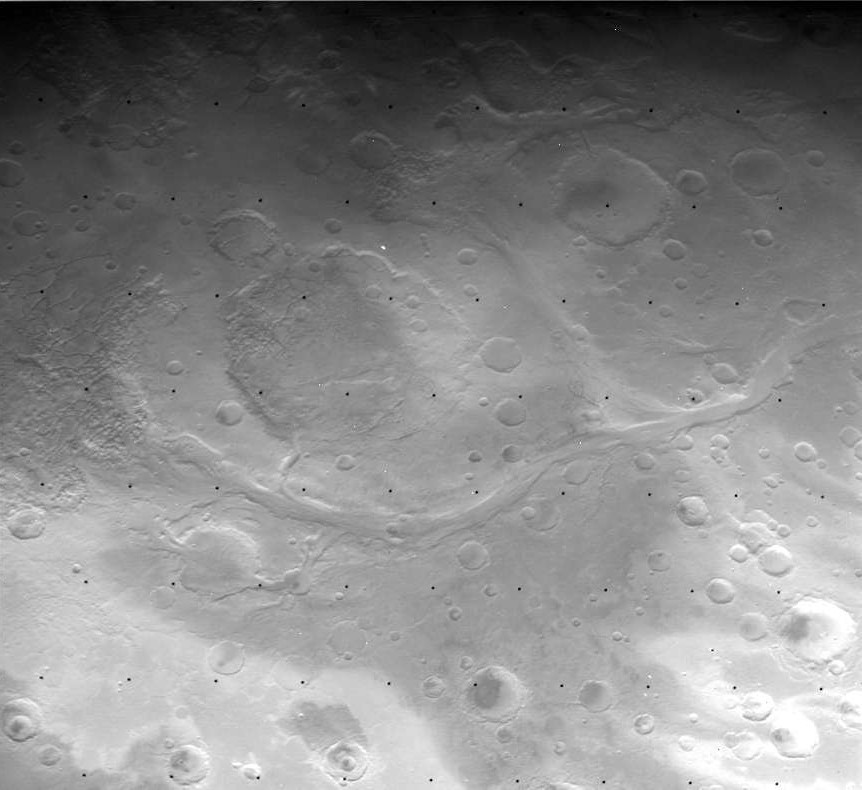
Aram Chaos aufgenommen von Viking 1.
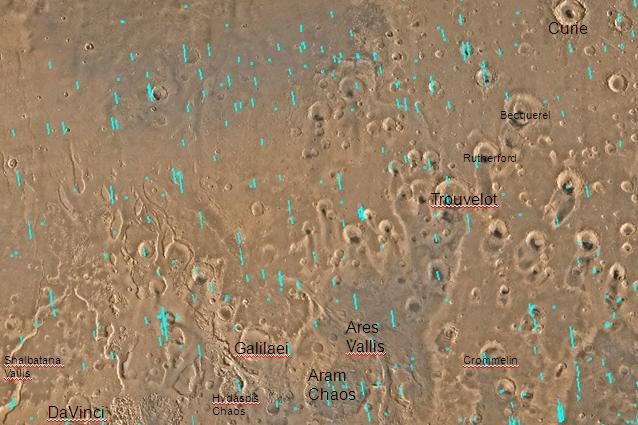
Viereckkarte von Oxia Palus, beschriftet mit den Hauptmerkmalen. Aram befindet sich am unteren Bildrand.
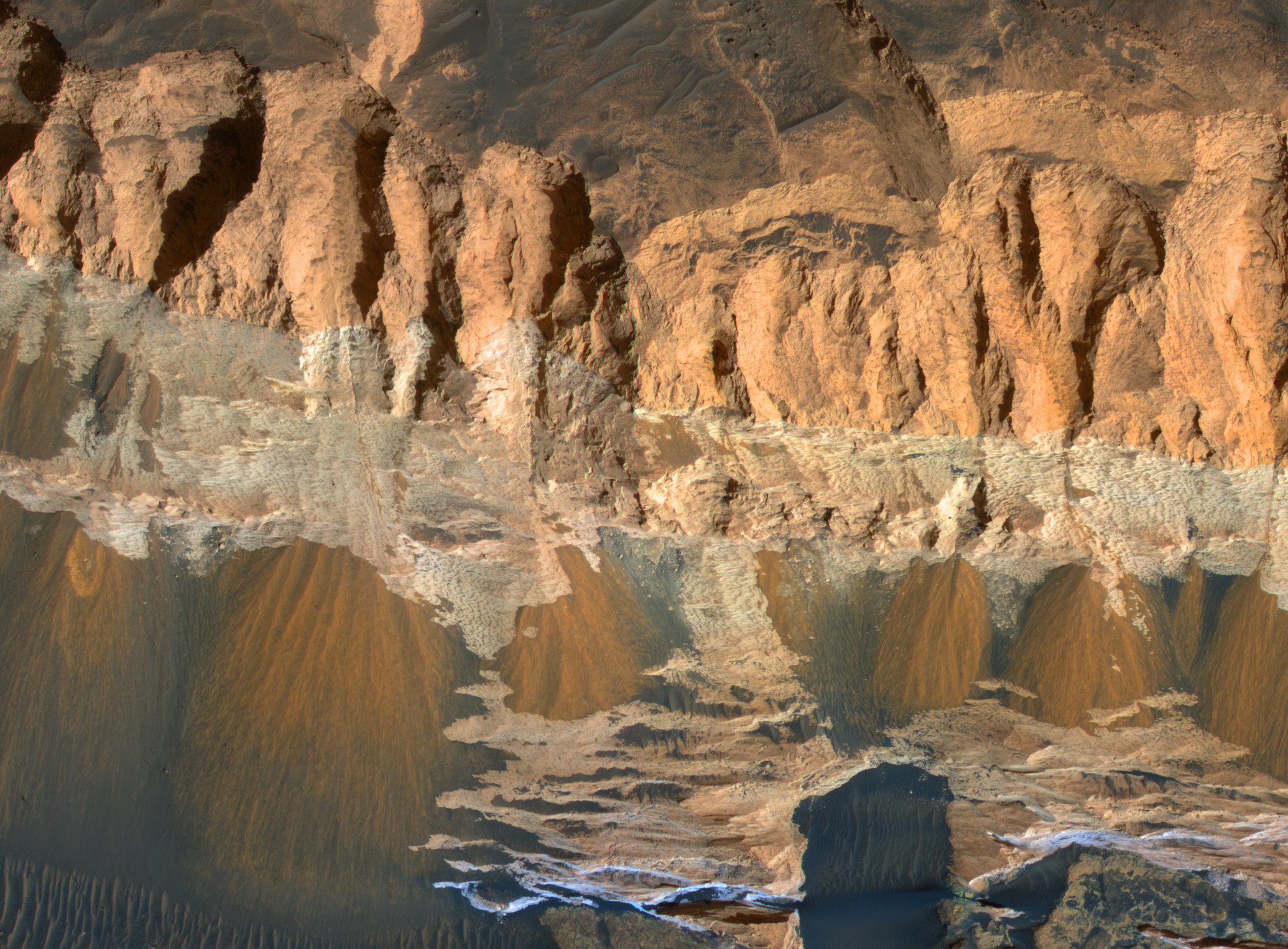
Erosionsmerkmale auf hell getöntem Gestein.